# Время и стекло
«Время и Стекло́» — український дует у жанрі попмузики. Продюсерський проєкт Олексія Потапенка (Потап). Учасники: Надія Дорофєєва та Олексій «Позитив» Завгородній. Олексій і Надія були учасниками та гостями у музичних заходах: «Золотий грамофон» (Росія), «Crimea Music Fest», «Слов'янський базар», «Чорноморські ігри» тощо. Багаторазові переможці українських національних музичних премій «YUNA», «M1 Music Awards» та «Золота жар-птиця».

## Історія
2010 року Олексій Потапенко з Іриною Горовою створив продюсерський центр «MOZGI Entertainment», де першим музичним проєктом став гурт «Время и Стекло». Першим до складу гурту увійшов Олексій Завгородній, котрий вже певний час працював з Потапом, а після проведення інтернет-кастингу та кастингу в Києві до гурту приєдналася Надія Дорофєєва.
17 листопада 2010 — презентували перший сингл «Так випала Карта», написаний Потапом. За 10 днів ролик посів 5-е місце за кількістю переглядів на YouTube в рубриці «Світові музиканти».
24 березня — 30 квітня 2013 — гурт з продюсерськими проєктами Mozgi ent, дуетом Потап і Настя та Олексієм Потапенко, провели «MOZGI Тур» Україною. З того самого року гурт в супроводі балету «Flow Masters».
Червень 2013—2014 — виступили ведучими хіт-параду «UA TOP-10» на каналі «М1».
Сингл «Ім'я 505» в червні 2015 увійшов до топ-чарту iTunes.
Восени 2017 року солісти гурту як тренери беруть участь у телепередачі «Голос. Діти» на «1+1».
10 березня 2020 року «Время и Стекло» презентував свій новий кліп на пісню «Назавжди/ніколи», після якого Надія та Олексій оголосили про припинення творчості та проведення прощального туру містами України під назвою «Фінальні титри». Через пандемію коронавірусу в Україні, тур було перенесено на жовтень. Одразу два останніх концерти гурту " відбулися 30 жовтня у київському Палаці «Україна».
Останньою роботою гурту до розпаду була пісня «Last Dance». У липні 2025 року було повідомлено про возз'єднання гурту з метою підтримки благодійної ініціативи «Вартові неба» від United24.

## Скандали

### Гастролі в Росії
Незважаючи на війну Росії проти України, що триває з 2014 року, а також російську анексію Криму та частини сходу України, гурт продовжує гастролювати Росією та рекламувати послуги російських компаній.
У серпні 2017 — розгорівся скандал, після того як гурт «Время и Стекло» назвали Росію «нашою країною» під час виступу у дитячому таборі в Росії.
У жовтні 2020 гурт виступав в елітному київському закладі на весіллі пасинка Віктора Медведчука.

## Дискографія

### Альбоми
| Назва          | Деталі                                                               |
| -------------- | -------------------------------------------------------------------- |
| Время и Стекло | - Дата: 1 вересня 2014 - Поширення: MOZGI Ent. - Формат: CD, Digital |

### Мініальбоми
| Назва        | Деталі                                                               |
| ------------ | -------------------------------------------------------------------- |
| Глубокий дом | - Дата: 11 грудня 2015 - Поширення: MOZGI Ent. - Формат: CD, Digital |
| Vislovo      | - Дата: 5 липня 2019 - Поширення: MOZGI Ent. - Формат: CD, Digital   |

### Збірки
| Назва                      | Деталі                                                              |
| -------------------------- | ------------------------------------------------------------------- |
| Обратный отсчёт (The Best) | - Дата: 9 червня 2017 - Поширення: MOZGI Ent. - Формат: CD, Digital |

### Сингли
| Рік  | Назва синглу        | Альбом            |
| ---- | ------------------- | ----------------- |
| 2010 | «Так выпала карта»  | «Время и Стекло»  |
| 2011 | «Любви точка нет»   | «Время и Стекло»  |
| 2011 | «Скачать бесплатно» | «Время и Стекло»  |
| 2011 | «Серебряное море»   | «Время и Стекло»  |
| 2011 | «Кафель»            | «Время и Стекло»  |
| 2012 | «Гармошка»          | «Время и Стекло»  |
| 2012 | «Слеза feat Потап»  | «Время и Стекло»  |
| 2013 | «#кАроче»           | «Время и Стекло»  |
| 2013 | «Потанцуй со мной»  | «Время и Стекло»  |
| 2014 | «Забери»            | «Время и Стекло»  |
| 2015 | «Имя 505»           | «Глубокий дом»    |
| 2015 | «Песня 404»         | «Глубокий дом»    |
| 2015 | «#Опасно220»        | «Глубокий дом»    |
| 2017 | «Ритм 122»          | «Глубокий дом»    |
| 2016 | «Навернопотомучто»  | «Обратный отсчёт» |
| 2016 | «На стиле»          | «Обратный отсчёт» |
| 2017 | «Тролль»            | В очікуванні      |
| 2018 | «До зірок»          | В очікуванні      |
| 2018 | «Е, Бой»            | Vislovo           |
| 2018 | «Песня про лицо»    | Vislovo           |
| 2018 | «Финальные титры»   | Vislovo           |
| 2019 | «Дим»               | Vislovo           |
| 2019 | «Лох»               | Vislovo           |
| 2020 | «Навсегда, никогда» |                   |
| 2020 | «Last Dance»        |                   |

### Саундтреки
- «До зірок» (2018) — став першим україномовним треком у виконанні гурту «Время и Стекло». Пісня стала музичною композицією до анімаційного фільму «Викрадена принцеса: Руслан і Людмила» української студії Animagrad. Олексій Завгородній (Позитив) та Надя Дорофєєва, також озвучили головних героїв у мультфільмі, Руслана та Мілу.[18]
- «Промінь» (2018) — пісня учасників українських гуртів «MOZGI», «Время и Стекло» та співачки Мішель Андраде. Її було представлено 10 травня 2018 року. Пісня стала музичною композицією до фільму «Скажене весілля» українського режисера Влада Дикого.[19]
- «Финальные титры» (2018) — музична композиція до фільму «Я, Ти, Він, Вона».

## Нагороди і номінації
| Рік  | Премія               | Номінація                      | Результат | Примітка           | Дж.    |
| ---- | -------------------- | ------------------------------ | --------- | ------------------ | ------ |
| 2014 | Пісня року — Україна | Пісня року                     | Перемога  | «Забери»           | [ 20 ] |
| 2015 | M1 Music Awards      | Хіт року                       | Перемога  | «Имя 505»          |        |
| 2015 | M1 Music Awards      | Найкращий гурт                 | Номінація |                    |        |
| 2015 | M1 Music Awards      | Найкращий відеокліп            | Номінація | «Имя 505»          |        |
| 2016 | YUNA                 | Найкращий поп-гурт             | Перемога  |                    |        |
| 2016 | YUNA                 | Найкращий артист New Media     | Перемога  |                    |        |
| 2016 | YUNA                 | Найкраща пісня                 | Номінація | «Имя 505»          |        |
| 2016 | YUNA                 | Найкраще музичне відео         | Номінація | «Имя 505»          |        |
| 2016 | M1 Music Awards      | Найкращий гурт                 | Перемога  |                    |        |
| 2017 | YUNA                 | Найкращий поп-гурт             | Перемога  |                    |        |
| 2017 | Премія RU.TV         | Найкраща пісня                 | Перемога  | «Навернопотомучто» | [ 21 ] |
| 2017 | Премія RU.TV         | Кращий танцювальний кліп       | Номінація | «Навернопотомучто» | [ 21 ] |
| 2017 | M1 Music Awards      | Найкращий гурт                 | Перемога  |                    |        |
| 2017 | M1 Music Awards      | Найкращий виступ на церемонії  | Перемога  | «Тролль»           |        |
| 2018 | YUNA                 | Найкращий поп-гурт             | Перемога  |                    |        |
| 2018 | M1 Music Awards      | Найкращий гурт                 | Перемога  |                    |        |
| 2018 | M1 Music Awards      | Фан-клуб року                  | Номінація |                    |        |
| 2019 | M1 Music Awards      | Хіт року                       | Номінація | «Дим»              |        |
| 2019 | M1 Music Awards      | Гурт року                      | Номінація | «Дим»              |        |
| 2019 | M1 Music Awards      | Фаворит року                   | Номінація | «Дим»              |        |
| 2019 | Top Hit Music Awards | Пісня року (змішаний вокал)    | Перемога  | «Дим»              |        |
| 2019 | Top Hit Music Awards | Найкращий гурт YouTube Ukraine | Перемога  |                    |        |
| 2020 | Top Hit Music Awards | Пісня року (змішаний вокал)    | Перемога  | «Дим»              |        |